# David Tomlinson
David Cecil MacAlister Tomlinson (Henley-on-Thames, 7 maggio 1917 – Londra, 24 giugno 2000) è stato un attore britannico.
È ricordato principalmente per i ruoli di George Banks, il padre autoritario in Mary Poppins (1964), del professor Emelius Browne, mago fraudolento in Pomi d'ottone e manici di scopa (1971), e di Peter Thorndyke, antagonista sfortunato in Un Maggiolino tutto matto (1968).

## Biografia
Figlio di un procuratore legale, dopo aver terminato gli studi alla Tonbridge School servì per un anno la corona britannica come granatiere. La sua prima esperienza lavorativa fu come impiegato alla London's Shell House, dove capì ben presto di non essere affatto portato per quel mestiere, e iniziò quindi a recitare come attore dilettante nei teatri londinesi. Il primo film che interpretò fu Garrison Follies (1941) di Maclean Rogers, cui seguì Quiet Wedding (1941) di Anthony Asquith. La sua bravura lo portò a recitare anche a teatro insieme a Robert Morley e Roger Moore ne La capannina (The Little Hut).
Lo scoppio della Seconda guerra mondiale lo costrinse a interrompere la carriera cinematografica e a entrare nell'aviazione di Sua Maestà con il grado di tenente. Il volo divenne una sua grande passione, interrotta da un incidente che lo stesso attore causò nel 1957, precipitando con il proprio aereo sulla casa dei suoi vicini; l'azione gli valse una denuncia e Tomlinson rischiò la prigione. Suo padre, abile avvocato, lo difese dalle accuse, vincendo la causa.
Grande amico di Errol Flynn, nel 1943 sposò Mary Lindsay Hiddingh, vedova di A. G. Hiddingh, morto in guerra due anni prima lasciandola con due figli. La donna non superò mai il lutto cadendo in depressione e, tre mesi dopo il matrimonio con David, si suicidò gettandosi da una finestra con i figli, Michael (8 anni) e John (6 anni) morendo con loro. Nel 1954 Tomlinson si risposò con l'attrice Audrey Freeman, che gli diede quattro figli (David, William, Henry e James). Tornò poi a recitare per Anthony Asquith nel 1945 in The Way to the Stars e per Peter Ustinov in School for Secrets (1946). Strinse un'amicizia e un sodalizio professionale con il regista Ken Annakin, che lo diresse in Atterraggio forzato (1948), Miranda (1948), Hotel Sahara (1951) e Tre uomini in barca (1956).
Dopo essere stato diretto da Tony Richardson in Tom Jones (1963) e da Richard Thorpe in Crociera imprevista (1964), sostituì Alec Guinness nel ruolo del signor Banks nella pellicola per la Disney Mary Poppins (1964). Nonostante fosse il sostituto di un altro attore, la parte del padre assente, borghese e materialista gli calzò a pennello, frutto anche di un lungo lavoro preparatorio svolto con lo stesso Walt Disney, del quale divenne grande amico. Il regista infatti lo inserì anche in Un Maggiolino tutto matto (1968) e Pomi d'ottone e manici di scopa (1971). Strinse una forte amicizia anche con Peter Sellers, tanto che, quando quest'ultimo fu colpito da un attacco cardiaco, durante il suo periodo di degenza in ospedale volle accanto a sé solo Tomlinson.
Ritiratosi nei primi anni ottanta, subito dopo aver interpretato il ruolo di Sir Roger Avery ne Il diabolico complotto del dottor Fu Manchu (1980), morì nel sonno il 24 giugno 2000, a 83 anni, a causa di un'ischemia cerebrale. È sepolto nella tomba di famiglia presso il suo domicilio a Mursley, nel Buckinghamshire.

## Filmografia
- Garrison Follies, regia di Maclean Rogers (1941) - non accreditato
- Name Rank and Number, regia di Maclean Rogers (1941)
- Quiet Wedding, regia di Anthony Asquith (1941)
- La Primula Smith (Pimpernel Smith), regia di Leslie Howard (1941)
- La famiglia di mia moglie (My Wife's Family), regia di Walter C. Mycroft (1941)
- The Way to the Stars, regia di Anthony Asquith (1945)
- Agente nemico (I See a Dark Stranger), regia di Frank Launder (1946)
- School for Secrets, regia di Peter Ustinov (1946)
- Master of Bankdam, regia di Walter Forde (1947)
- Fame Is the Spur, regia di Roy Boulting (1947)
- Miranda, regia di Ken Annakin (1948)
- Atterraggio forzato (Broken Journey), regia di Ken Annakin, Michael C. Chorlton (1948)
- Vagone letto per Trieste (Sleeping Car to Trieste), regia di John Paddy Carstairs (1948)
- Helter Skelter, regia di Ralph Thomas (1949)
- Tragica incertezza (So Long at the Fair), regia di Antony Darnborough, Terence Fisher (1950)
- Campo 111 (The Wooden Horse), regia di Jack Lee (1950)
- L'ultima rapina (Calling Bulldog Drummond), regia di Victor Saville (1951)
- Hotel Sahara, regia di Ken Annakin (1951)
- Stupenda conquista (The Magic Box), regia di John Boulting (1951)
- È necessaria la luna di miele? (Is Your Honeymoon Really Necessary?), regia di Maurice Elvey (1953)
- Tre uomini in barca (Three Men in a Boat), regia di Ken Annakin (1956)
- Up the Creek, regia di Val Guest (1958)
- Tom Jones, regia di Tony Richardson (1963)
- Mary Poppins, regia di Robert Stevenson (1964)
- Crociera imprevista (The Truth About Spring), regia di Richard Thorpe (1965)
- 20.000 leghe sotto la terra (The City Under the Sea), regia di Jacques Tourneur (1965)
- S.S.S. sicario servizio speciale (The Liquidator), regia di Jack Cardiff (1965)
- Un Maggiolino tutto matto (The Love Bug), regia di Robert Stevenson (1968)
- Pomi d'ottone e manici di scopa (Bedknobs and Broomsticks), regia di Robert Stevenson (1971)
- Dominique, regia di Michael Anderson (1979)
- Il diabolico complotto del dottor Fu Manchu (The Fiendish Plot of Dr. Fu Manchu), regia di Piers Haggard (1980)

## Doppiatori italiani
Nelle versioni in italiano delle opere in cui ha recitato, David Tomlinson è stato doppiato da:
- Giuseppe Rinaldi in La Primula Smith, Mary Poppins, Pomi d'ottone e manici di scopa (dialoghi)
- Sergio Tedesco in 20.000 leghe sotto la terra, Un Maggiolino tutto matto
- Stefano Sibaldi in Tragica incertezza, Hotel Sahara
- Gianfranco Bellini in Tre uomini in barca
- Giulio Panicali in Tom Jones
- Tony De Falco in Pomi d'ottone e manici di scopa (canto)
- Dario Penne in Hawaii squadra cinque zero (ridoppiaggio)

Da doppiatore è sostituito da:
- Gino Baghetti in Mary Poppins (sig. Binnacle)
- Luigi Pavese in Mary Poppins (ombrello)